# Штеблер, Франк
Франк Ште́блер (нем. Frank Stäbler; род. 27 июня 1989, Бёблинген, Баден-Вюртемберг) — немецкий борец греко-римского стиля, трёхкратный чемпион мира (2015, 2017 и 2018), двукратный чемпион Европы (2012 и 2020), многократный чемпион Германии. Представляет команду TSV Musberg из немецкого города Лайнфельден-Эхтердинген. Выступает в весовой категории до 66 кг по классификации Объединённого мира борьбы.

## Карьера
Штеблер представлял Германию на летней Олимпиаде в 2012 году в Лондоне в категории до 66 кг, где занял пятое место. Такой же результат был достигнут на чемпионате мира в Ташкенте в 2014 году. Лучших результатов на международных соревнованиях он добился на чемпионате Европы в 2012 году (1 место) и в 2014 году (3 место), а также на чемпионате мира в 2013 году.
На предолимпийском чемпионате планеты в Казахстане в 2019 году в весовой категории до 67 кг, Франк завоевал бронзовую медаль и получил олимпийскую лицензию для своего национального Олимпийского комитета.
В феврале 2020 года на чемпионате континента в итальянской столице, в весовой категории до 72 кг Франк в схватке за чемпионский титул победил спортсмена из Грузии Юрия Ломадзе и завоевал золотую медаль европейского первенства, став двукратным чемпионом Европы.
3 августа 2021 года на Олимпийских играх в Токио, одолев в схватке за 3 место грузина Рамаза Зоидзе завоевал бронзовую медаль, сразу после этого объявил о завершении карьеры.

## Интересные факты
Логотип Франка Штеблера, размещаемый на сувенирной продукции, печатной продукции, а также в его видео дневнике, — белка в прыжке. История появления этого логотипа относится к чемпионату Европы в 2012 году, где в финале Франк буквально прыгнул на соперника. Позже один из немецких журналистов назвал этот момент «прыжком белки» (нем. Eichhörnchen Sprung), что и стало основной идеей при создании нового логотипа.